# أوشنو

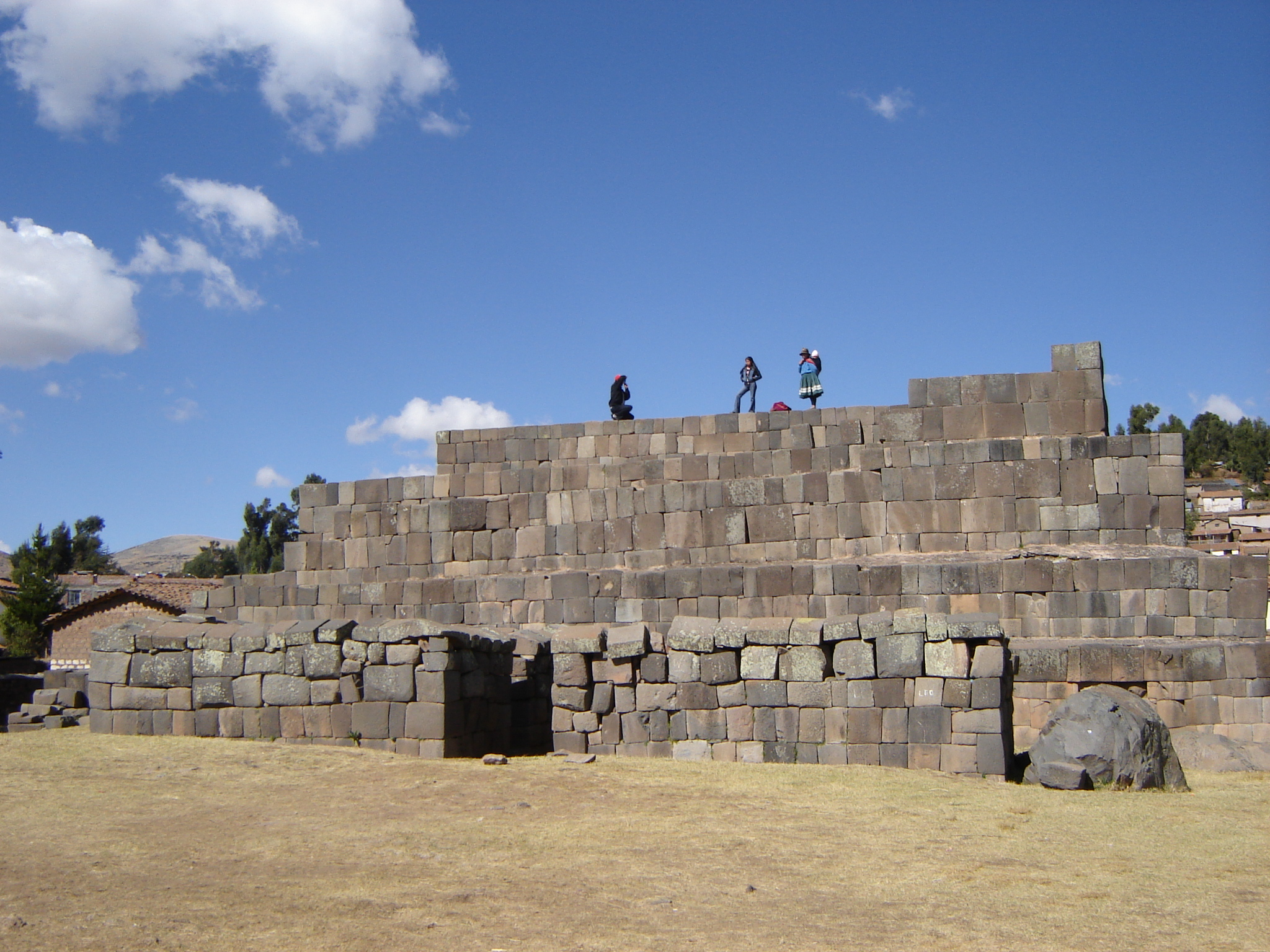
أوشنو في فيلكاشوامان، أياكوتشو، بيرو.

أوشنو أو أوسنوعبارة عن هيكل مدرج على شكل هرم كان يستخدمه الإنكا لرئاسة أهم احتفالات تاوانتينسويو أو إمبراطورية الإنكا قالب:Native american styles

## روابط خارجية
1. ↑  هوبس، جون دبليو. (2009). "From Tiwanaku to Machu Picchu: Ushnus and the Architecture of Creation". في Margaret Young-Sánchez (المحرر). أوراق من ندوة مركز ماير لعام 2005 في متحف دنفر للفنون. Denver: متحف دنفر للفنون. ص. 247–272. ISBN:978-0806199726.